# Понсио, Марица
Марица Рафаэла Понсио Цуль (исп. Maritza Rafaela Poncio Tzul; род. 3 декабря 1994, Тотоникапан) — гватемальская легкоатлетка, специалистка по спортивной ходьбе. Выступает на профессиональном уровне с 2010 года, обладательница бронзовой медали Центральноамериканских и Карибских игр, победительница и призёрка ряда крупных международных стартов, участница летних Олимпийских игр в Рио-де-Жанейро.

## Биография
Марица Понсио родилась 3 декабря 1994 года в департаменте Тотоникапан, Гватемала.
Впервые заявила о себе в лёгкой атлетике на международном уровне в сезоне 2010 года, когда вошла в состав гватемальской сборной и выступила на юношеском центральноамериканском первенстве в Панаме, где выиграла бронзовую медаль в зачёте бега на 1500 метров.
В 2011 году на юношеском первенстве Центральной Америки в Сан-Сальвадоре завоевала серебряную и золотую награды в дисциплинах 1500 и 3000 метров соответственно.
В 2013 году в ходьбе на 10 000 метров получила серебро на чемпионате Центральной Америки в Манагуа, взяла бронзу на юниорском панамериканском первенстве в Медельине. На домашнем Панамериканском кубке в Гватемале заняла в гонке юниорок на 10 км 13-е место.
В 2014 году в ходьбе на 20 км показала 49-й результат на Кубке мира в Тайцане.
В 2015 году в 20-километровой дисциплине финишировала шестой на Панамериканском кубке в Арике, заняла 28-е место на чемпионате мира в Пекине.
В 2016 году на международном старте в Алитусе выиграла серебряную медаль, установив при этом свой личный рекорд в ходьбе на 20 км — 1:30:52. Выполнив олимпийский квалификационный норматив (1:36:00), удостоилась права защищать честь страны на летних Олимпийских играх в Рио-де-Жанейро — в программе 20 км показала время 1:40:09, расположившись в итоговом протоколе соревнований на 52-й строке.
В 2017 году закрыла двадцатку сильнейших на Панамериканском кубке в Лиме, стала бронзовой призёркой на Центральноамериканских играх в Манагуа.
В 2018 году в ходьбе на 10 000 метров отметилась победой на домашнем чемпионате Центральной Америки в Гватемале.
В 2019 году в дисциплине 20 км была лучшей на центральноамериканском чемпионате в Гватемале, финишировала девятой на Панамериканских играх в Лиме.
В 2022 году в 20-километровой ходьбе выиграла чемпионат Гватемалы в Сан-Херонимо.
В 2023 году вновь стала чемпионкой Гватемалы в ходьбе на 20 км, финишировала шестой на Панамериканском кубке в Манагуа и третьей на Центральноамериканских и Карибских играх в Сан-Сальвадоре, тогда как на чемпионате мира в Будапеште сошла с дистанции.
В 2024 году отметилась выступлением на командном чемпионате мира по спортивной ходьбе в Анталье.